# Vuelve temprano
Vuelve temprano est une telenovela chilienne diffusée entre le 6 janvier 2014 et le 4 août 2014 sur TVN.

## Distribution
- Amparo Noguera : Clara Arancibia
- Francisco Reyes : Santiago Goycolea
- Francisco Melo : Antonio Fuenzalida
- Marcelo Alonso : Francisco Valenzuela
- Andrés Velasco : Miguel Goycolea
- Matías Oviedo : Manuel Carvacho
- Patricia Rivadeneira : Maite Soler
- Viviana Rodríguez : Renata Arancibia
- Claudia Pérez : Loreto Castellano
- Santiago Tupper : Hans Troncoso
- Andrea Velasco : Denisse Moya
- Trinidad González : Norma Castro
- Matías Assler : Ignacio Goycolea
- Pedro Campos : Gabriel Castro
- Josefina Fiebelkorn : Isidora Goycolea
- Jorge Arecheta : Pablo Valenzuela
- Fernanda Ramírez : Florencia Goycolea
- Constanza Contreras : Catalina Echeñique
- Juan José Gurruchaga : Felipe Zabela
- Rommy Salinas : Sofía Herrera
- Catalina Vera : Ingrid Parra
- Felipe Pinto : Detective Astorga
- Remigio Remedy : Diego Manzur

## Diffusion internationale
- TVN (2014)
- TV Chile

## Autres versions
- Vuelve temprano est une telenovela mexicaine de 2016 diffusée sur Imagen Televisión.

### Sources
- (es) Cet article est partiellement ou en totalité issu de l’article de Wikipédia en espagnol intitulé « Vuelve temprano » (voir la liste des auteurs).